# 平群町立平群小学校
平群町立平群小学校（へぐりちょうりつへぐりしょうがっこう）は、奈良県生駒郡平群町吉新にある公立小学校。

## 概要
- 2024年9月1日現在の生徒数は、400人余[1]。
- 小学校再編成により平群西小学校と平群東小学校の2校が統合し、新たに「平群小学校」として2014年4月1日に開校した。

## 交通アクセス
- 近畿日本鉄道 平群駅（近鉄生駒線）から徒歩5分

## 通学区域が隣接している学校
- 平群町立平群北小学校
- 斑鳩町立斑鳩東小学校
- 平群町立平群南小学校
- 三郷町立三郷北小学校
- 三郷町立三郷小学校
- （大阪府）八尾市立南高安小学校
- （大阪府）八尾市立高安小学校